# Nanika River
Der Nanika River ist ein etwa 70 km langer Zufluss des Morice Lake im Nordwesten der kanadischen Provinz British Columbia.

## Flusslauf
Der Nanika River entspringt in den Kitimat Ranges südlich des Harpsichord Peak auf einer Höhe von 1100 m. Er fließt in überwiegend östlicher Richtung durch das Bergland. Im Oberlauf fließen ihm mehrere gletschergespeiste Bäche zu. Nach etwa 7 km mündet der Nanika River in das westliche Ende des knapp 24 km langen Nanika Lake. Der Fluss verlässt den See an dessen östlichem Ende und erreicht nach 8 km das südwestliche Ende des Kidprice Lake. Diesen verlässt der Nanika River an dessen Nordufer. Am Ausfluss aus dem Kidprice Lake liegen die 18 m hohen Nanika Falls. Anschließend fließt der Nanika River noch 25 km nach Norden, bevor er schließlich den Morice Lake erreicht. Dieser wird vom Morice River entwässert.
Am Flusslauf liegen die Schutzgebiete Nenikëkh / Nanika-Kidprice Provincial Park und Morice Lake Provincial Park.
Das Einzugsgebiet des Nanika River umfasst etwa 880 km². Der mittlere Abfluss am Ausfluss aus dem Kidprice Lake liegt bei 29 m³/s. In den Monaten Mai bis Juli führt der Nanika River die größten Wassermengen.